# Клосовский, Борис Никодимович
Борис Никодимович Клосовский (1898 — 3 сентября 1976, Москва) — советский учёный-физиолог и морфолог, нейрохирург, академик АМН СССР (1962).

## Биография
Родился в 1898 году.
Умер 3 сентября 1976 года. Похоронен в Москве на Кунцевском кладбище (участок 10и).

## Научная деятельность
Работы учёного посвящены изучению головного мозга.
Описал в своих работах ряд проводящих путей и волокон головного мозга.
Экспериментально вызвал отёк мозга, предложил объяснение механизма этого явления, и меры борьбы с ним.
Автор теории филогенетического развития сосудистой системы мозга (см. Структуры мозга).

### Научные труды
- Деятельное и тормозное состояние мозга (в соавторстве с E. Н. Космарской) и др.[2]
- Почему рождается неполноценный ребёнок (в соавторстве с канд. мед. наук М. Янковой)[3].

## Награды
- Сталинская премия 2-й степени (12 марта 1952) — за монографию «Циркуляция крови в мозгу» (1951);
- Орден Трудового Красного Знамени;
- медали[2].